# ウィズコロナ
ウィズコロナ（またはWithコロナ、英:With corona、Coexist with the coronavirus、Coexist with COVID-19）とは、COVID-19流行後の新型コロナウイルス感染対策と社会経済活動の両立を図る政策。英語では｢Coexist with the coronavirus｣｢Coexist with COVID-19｣などと略さずに表記される。対義語として中国などが推し進めた「ゼロコロナ」がある。
日本では、2022年9月に内閣官房から「Withコロナに向けた政策の考え方」が示され、感染拡大防止と社会経済活動の両立を図る方針に転換した。

## 概要

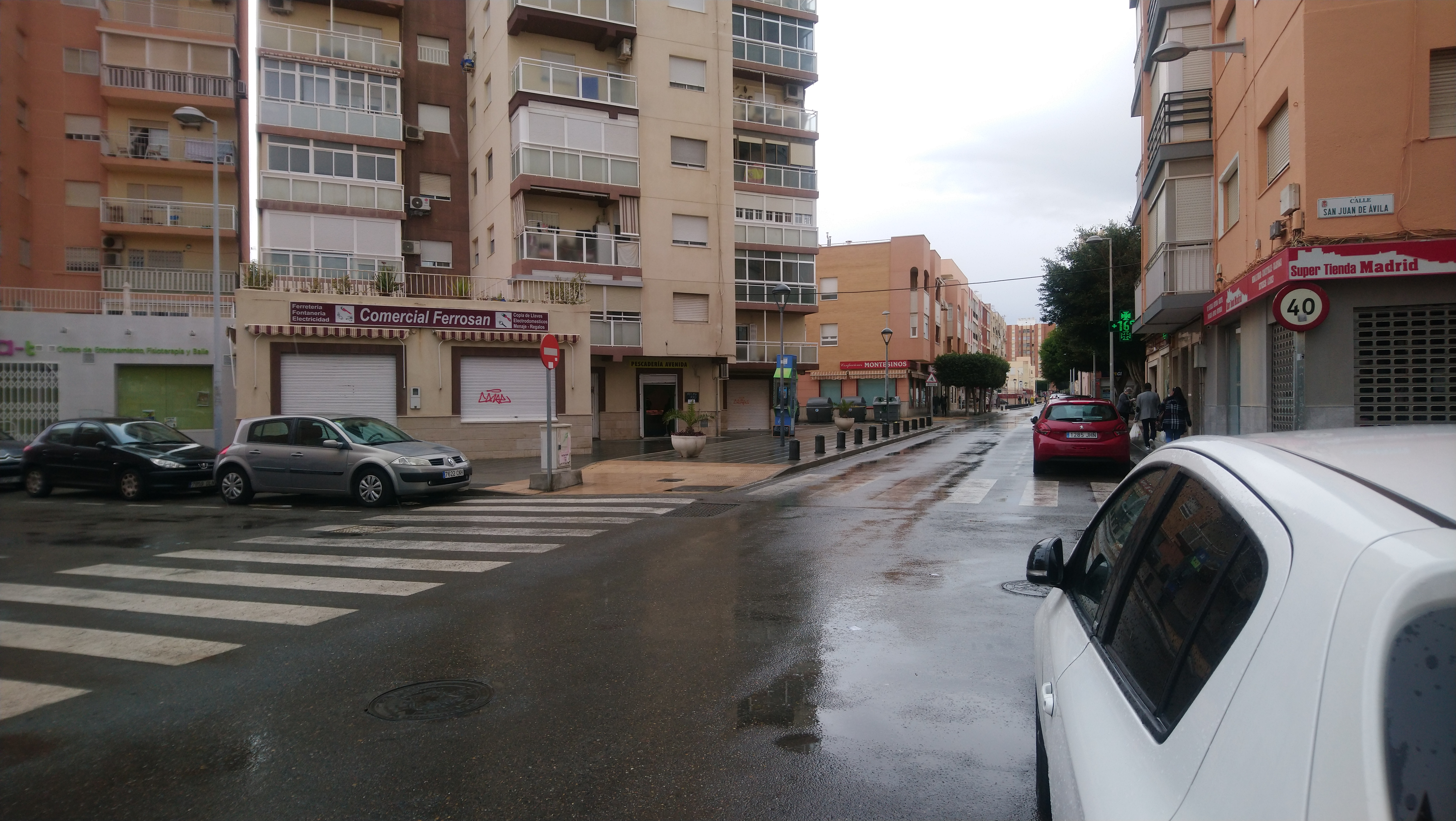
新型コロナウィルスの流行により、人通りが途絶えた街（アルメリア）2020-4-2

新型コロナウイルスは、長期間にわたり変異を繰り返し、収束までにはさらに大規模な感染拡大が生ずることも懸念される可能性が高いと考えられ、人々の暮らし方や価値観、他者との交流、また企業での対応などに大きな変化をもたらすと予想されたことで、「ウィズコロナ」という言葉は、メディアなどで盛んに用いられ、流行語ともなり議論されるようになった。「新しい生活様式」や「新しい日常」といった言葉が誕生し、「ソーシャルディスタンス」、「3密を避ける」、「テレワーク」や「在宅勤務」といったコロナとの共生の時代が始まった。一方で、在宅勤務で、家族と過ごす時間が増えたり、家の環境がテレワークに向いていない、休校期間中の子どもの世話が大変だったという声も聞こえた。総じてコロナ禍は人々の行動範囲を狭めたが、一方で、人々が自分居場所と地域社会への関心や繋がりを深める機会となった。
世界規模での新型コロナウィルスの流行により、人は社会生活の大きな変化を否応なく受け入れざるを得ない状況に置かれた。新型コロナウイルスのワクチンや治療薬はすぐには開発できない可能性を視野に入れた生活へのスタイルの変化を余儀なくされ、新型コロナウィルスと共生していくことが求められる“ウィズ・コロナ時代”を迎えた。世界の人々が「stay at home」という制約のもとに置かれたのは、世界の歴史の中でも類を見ない異常事態であった。パンデミック宣言から約2か月後には、世界経済は再始動を開始するが、経済へのダメージは大きく、繰り返す感染の波や米中対立など不確実な要素が多く、世界は不安定な環境に置かれることとなった。アメリカでは、2020年4月の失業率は14.7％と世界恐慌以来最悪の水準となり、この一ヶ月だけで2000万人以上の雇用が失われた。中国で第1波が収束したタイミングで欧米での需要が激減し、中国経済の回復を鈍化させた。その後、中南米に感染が拡大したことで北米の製造業にも影響が波及。近年強まっていた保護主義が一段と強まる懸念が指摘された。
米中対立は感染拡大でさらに加速、製造業のみならず、テクノロジーの開発や利用、ビッグデータの構築でも米中対立が激化し、結果的にアメリカ経済と中国経済のデカップリング、米中断絶を促進した。株式市場では暴落が起こったが、FRBによる大胆な金融緩和策とそれに追随する世界中の中央銀行による金融緩和により、一層の下落を防いだものの、ハーバード大学教授　ローレンス・サマーズは根本的な解決にはならないどころか、経済回復の妨げになる可能性さえあると指摘した。

## 中国

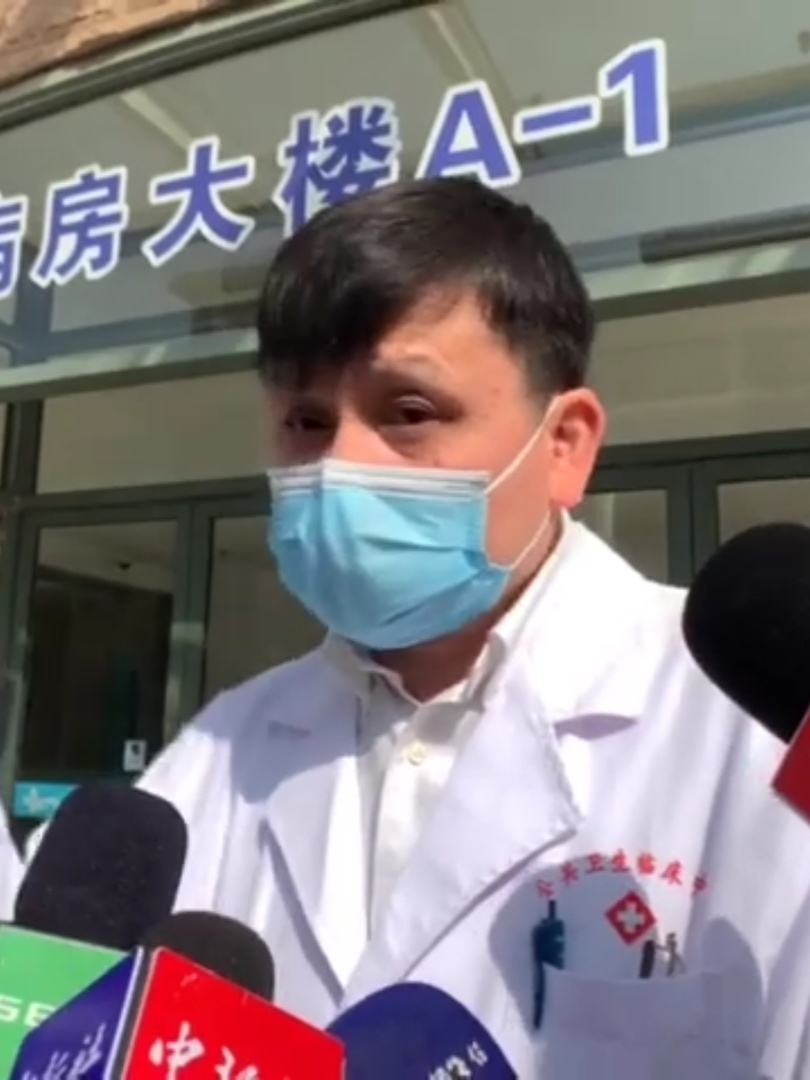
SNS上で「ウイルスとの共存」論を唱えた張文宏

中国では当初「世界で最も厳格」と誇る強権的手法で、「ゼロコロナ政策」がとられ、封じ込めを図った結果、感染拡大が止まらなかった欧米などとの比較で、習近平政権に、「中国の体制の優位性を示した」とまで言わしめるほど、効果をもたらせ政権のアピールに使われた。中国で著名な感染症専門家の上海復旦大学の張文宏主任が、SNS上で「ウイルスとの共存」論を唱えるなど、転換論が出たが、政府側はこうした動きに強い警戒感を見せた。しかし、国民による抗議デモなどが各地で巻き起こり、2022年12月7日、「新10条」と称される通知により、ゼロコロナ政策の転換を図った。これは、「世界の工場」としての地位を失いかねないという不安が高まったことや国民の習近平政権への信頼著しい低下などが原因とされる。

## 日本
日本では、当初、インバウンドの減少による地域経済への影響で観光業を筆頭に、サービス業全体で需要低下が長期化する懸念が強まった。西村康稔経済再生担当大臣はオンライン化、デジタル化を一気に進めるべきと発言した。厚生労働省は、新型コロナウイルス感染症対策専門家会議からの提言を踏まえ、新型コロナウイルスを想定した「新しい生活様式」として、今後、日常生活の中で取り入れるべき実践例を示した。
文化庁は「ウィズコロナ・ポストコロナ時代においては、富裕層など上質な観光サービスを求める旅行者の滞在・消費の促進を図るための環境整備が急務であり、日本の文化施設や文化資源は、こうした旅行者に好まれるコンテンツとしてのポテンシャルを有していることを踏まえ、同旅行者の長期滞在及び消費拡大に向け、文化施設や文化資源の高付加価値化を促進し、「文化振興・観光振興・地域活性化」の好循環を創出する」と発表した。また、2021年2月から3月に、「文化庁シンポジウム「ウィズコロナ・アフターコロナにおける文化芸術フェスティバルの国際発信とインバウンド拡大に向けた展望」について」と題するシンポジウムを行った。
その後、新型コロナウイルス対策については、ウイルスの特性の変化やワクチン接種の進捗に応じて、感染者全員入院からの転換、国民の行動制限や経済活動の制限の見直しを行うなど、感染状況に即した政策がとられた。しかし、2022年9月には内閣官房から「Withコロナに向けた政策の考え方」が示され、その中でオミクロン株については、若者の重症化リスクは低く、大部分の人は感染しても軽症で入院を要せず、感染の中心が飲食の場から学校、保育所、高齢者施設等の施設や家庭内感染へと変化してきたことなどを鑑み、新たな行動制限をとらず、重症化リスクのある高齢者等を守ることに重点を置きながら、感染拡大防止と社会経済活動の両立を図る方針（ウィズコロナ）に転換した。この背景には、約5万の病床・ベッド数の全面的稼働や約4万か所の発熱外来の拡充、入院対象者の調整、オミクロン株に対応した発熱外来自己検査体制の整備、高齢者施設の医療支援、3－4回にわたるワクチンの接種、治療薬の活用促進などがあった。これらの対策により新型コロナウイルス感染症そのものの重症化は抑制することができたと日本政府が考えたことにある。
内閣総理大臣・岸田文雄は、2023年1月20日の記者会見と1月23日開会の通常国会の施政方針演説にて、新型コロナウイルス感染症について感染症法上の「新型インフルエンザ等感染症」から5類感染症とする方向で議論を進めることを表明し、ウィズコロナに向けて円滑な移行を円滑に行うべく、自民党では議論が始まった。これを受け、厚生労働省は2023年5月8日に新型コロナウイルス感染症の感染症法上の位置付けを「新型インフルエンザ等感染症（いわゆる2類相当）」から「5類感染症」に引き下げた。

### 企業活動
企業では、新型コロナウィルスの影響は長期にわたり続くとみて、拡大前には戻らないことを前提とした行動変容が一部で見られ、テレワークを推奨・継続する動きが見られた。人々の働き方に対する意識の変化や、住む場所の嗜好の変化が、中長期的には「自立分散型システム」へと社会の姿を変える可能性などが指摘された。会議室に社員が集まるスタイルはすでに過去のものとなりつつあり、ビデオ会議などオンラインでの会議・会話が普通となり、同時に技術の進歩を招いた。

### 自治体の対応
京都府では「安心・安全」、「産業振興」、「子育て」、「文化振興」、「府民躍動」、「地域づくり」の6つの分野において、新型コロナウイルス感染症が及ぼしている影響を点検し、WITHコロナ・POSTコロナ社会を見据えた「京都府総合計画推進のための取組方針」をとりまとめた。
群馬県では2020年7月10日、今後の観光業の展開に関しての有識者の意見を聞く「ウィズコロナ時代の観光のあり方検討会」を新設。ウェブ会議を開催。検討会では感染リスク減少のためのウィズコロナ時代にふさわしい従来型の観光を転換し、新たな方向性を議論するといった動きが見られた。
岐阜県では、「ウィズ・コロナ」とは、漫然と新型コロナと共存するということではなく、感染対策を適切に講じつつ、社会経済活動もしっかりと進めていくべきとの見解を明らかにし、基本的な感染防止対策を徹底・継続しつつ社会経済活動の回復を進める「感染防止と社会経済活動の両立」を謳った。

## ソサイエティ5.0とSDGsの推進
ウィズコロナにより日常的に行動制限が加わることで、日本でも、テレワーク、オンライン授業、オンラインショッピング、遠隔医療などテクノロジーを活用したサービスが一気に拡大した。ウィズコロナは日本政府が推進する「Society5.0（ソサイエティ5.0）」を一気に加速させ、これは人類の歴史上、狩猟社会、農耕社会、工業社会、情報社会に続く、第5段階の社会として位置づけられた。
ソサイエティ5.0IoT（Internet of Things）は総ての人とモノがつながる社会で、ネットとリアルが融合し、新ビジネスを生み出す「超スマート社会」で、AIが膨大なビッグデータを分析した結果が人に還元することで、種々の知識や情報が共有され、これまでにない新たな価値を生み出すことを可能とし、それまでは解決不可であった社会的問題を解決・克服し、経済発展も同時に達成できる社会と定義づけられ、日本経済団体連合会、東京大学、GPIFの共同研究報告書によれば、市場規模は760兆円と予想された。経団連は、ソサイエティ5.0は、国連が掲げる「SDGs（Sustainable Development Goals」（持続可能な開発目標）の達成にも甚大に貢献すると考えている。テクノロジーの進化により、社会課題の解決が新たなビジネスチャンスとなる産業は医療のほか、農業や教育、金融、製造業、自動車、エネルギーなど多方面にわたる。

## 参考サイト
- ウィズ・コロナにおける地域創生のあり方について - 日本政策投資銀行
- NHKスペシャル“自分の価値”はどこにある？| ウィズコロナの新仕事術 -  NHK公式YouTube